# 鞌之戰

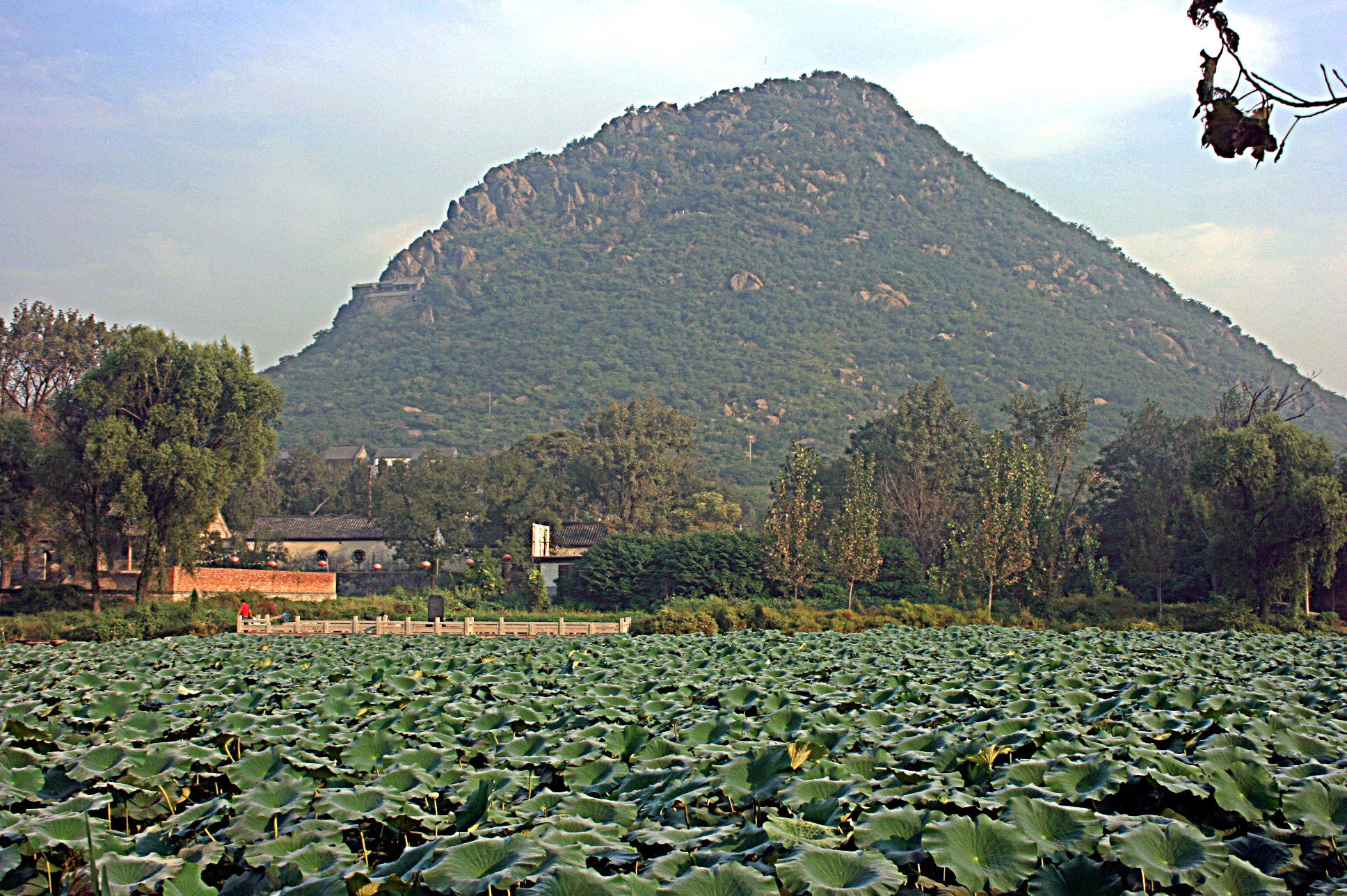
华不注山

鞌之战又名鞍之战，是中国历史上春秋时期齐国和晋国之间发生于前589年六月十七的一场战斗，作战的地点是鞌（今济南市历城区）。齐顷公讨伐鲁国，晋、卫出兵救援，齐军先在新筑击败卫军，又与晋军在鞌地相遇。齐顷公轻敌冒进，决战前部队不吃早餐，战马不披甲。最终，晋军大胜，齐顷公在近臣逢丑父的掩护下勉强逃走。

## 背景
前597年，晋国在邲之战中败于楚国，一度失去中原霸权，原先亲附晋国的诸侯国开始离心。战后，晋国中军将、邲之战的指挥者荀林父向晋景公请求以死谢战败之罪，晋景公原本想同意。但在大臣士渥浊劝谏下，景公免其死罪，复其原职。。次年，在邲之战中冒进导致战役失败的先縠企图与晋国北部的赤狄勾结入侵晋国，事败而被灭族。前594年，荀林父率军攻灭赤狄的一支潞氏，次年，晋中军佐士会率军灭赤狄甲氏、留吁、铎辰等部，晋国势力越过太行山，到达今河北地区，逐渐接近齐国的势力范围。
齐国自前643年齐桓公去世后陷入长期内乱，至前608年齐惠公即位后局势方才稳定，齐国国力有所恢复。前599年惠公去世，其子无野即位，是为齐顷公。齐顷公即位后开始有意与晋国对立，前596年，齐国出兵攻击亲附晋国的莒国。
前592年春，晋国中军佐郤克出使齐国参加会盟，郤克有跛脚，会盟时只能一瘸一拐地登上台阶。齐顷公故意让自己的母亲萧同叔子在帷帐后观看，萧同叔子看到后发出了笑声。郤克听到了笑声倍感羞辱，发誓一定要惩罚齐国。回到晋国后，郤克向晋景公要求讨伐齐国，晋景公不许；郤克又要求发动家族的私兵，晋景公也不许。同年夏，晋国在卷楚与诸侯会盟，会盟前逮捕了齐国使臣晏弱、蔡朝和南郭偃，只有高固提前逃走。但在晋臣苗贲皇的劝阻下，晋景公放松了对晏弱等人的看管，他们后来伺机逃回齐国。入秋后，晋军返回国内。中军将士会请求退休，其子士燮询问其父缘由。士会认为郤克此时正报仇心切，如果一直得不到机会，可能反而会做出危害晋国的行为。于是士会告老退休，中军将一职由郤克接替。
前591年，晋、卫两国共同发兵讨伐齐国，到达阳穀，齐顷公在缯地与晋景公会盟，派公子彊去晋国做人质。
同年，楚庄王去世。自邲之战后，鲁宣公一直与楚国亲近，希望借楚国的力量进攻齐国。但楚庄王去世，楚国处在国丧之中不愿出兵，鲁国只能重新倒向晋国。次年，齐国与楚国结盟，于是鲁国与晋国正式结盟。齐国再度被晋国及其盟国包围，齐顷公因此开始准备进攻鲁国。

## 战役经过

### 齐国伐鲁
前589年春，齐顷公亲自率军入侵鲁国，包围鲁国北部要塞龙邑。齐顷公的宠臣卢蒲就魁攻击城门，被守军俘获。顷公向守军喊话说，只要释放卢蒲就魁，便与龙邑人结盟并退出鲁国境内。守军不听，反将其处死并将尸体悬于城墙上。顷公大怒，亲自擂鼓攻城，三天后攻占了龙邑。之后齐军继续南侵，一直打到巢丘。

### 晋、卫参战
卫国接到鲁国的求救后，派遣上卿孙良夫率卫军救援鲁国。卫军直接进攻齐国本土，齐顷公回军救援并在新筑击败卫军。战败后，孙良夫退入新筑城，不及回国都复命，便前往晋国求援。鲁国亦派遣大夫臧孙许前往晋国，两人找到郤克，希望通过他请求出兵。晋景公认为对齐国用兵时机已到，遂决定派战车七百乘进攻齐国。郤克认为，七百乘是城濮之战中晋国出动的战车数量，而他自己的才德不可与当时的诸将相比，于是要求增派兵力。晋景公遂派战车八百乘，由中军将郤克领中军，士燮领上军，栾书领下军，韩厥任司马。由臧孙许作向导进入齐国，鲁国大夫季孙行父率鲁军前来汇合。晋、鲁、卫三国联军在莘地追上齐军。
六月十六日，两军到达靡笄山脚下，各自列阵。齐顷公遣使请战，说：“您带着贵国国军的军队光临敝邑，敝国军队虽不强，但也请明早在战场上相见。”郤克回复道：“鲁、卫皆是我晋国的兄弟之国，他们跑来向我们报告说：‘贵国的军队不分昼夜地在我们的国土上发泄情绪。’我们的国君于心不忍，于是派我们来向贵国请示，同时又命令我们不要在贵国的土地上久留，所以我们只知前进不知后退，您的命令我们不会违抗。”齐顷公回复说：“您愿意作战，这正是我们齐国所期望的；即使不允许，我们也是要兵戎相见的。”
齐军将领高固独自冲击晋军阵营，用石块砸倒一名晋军士兵，将其俘获后驾着那名士兵的战车返回。他又把桑树根系在车上，巡行到齐军大营，大声喊：“想要勇气的，可以来买我剩下的！”

### 鞌地大战
六月十七日，晋、齐两军在鞌地摆开阵势。齐国一方，邴夏为齐顷公驾车，逢丑父为车右；晋国一方，解张为郤克驾车，郑丘缓为车右。齐顷公轻视晋军，命令士兵打完仗再吃早饭，战车的御马也不披甲。
两军正式交战，交战中郤克被箭射中，血流到靴子上 ，但他仍不停敲鼓。郤克跟解张和郑丘缓说自己中箭，解张回答说：“自战斗开始，我的手和手肘就被箭射穿。我折断了箭杆继续驾车，伤口淌出的血已经把车子的左轮染红了。”郑丘缓则说：“自战斗开始，每遇到险处，我都会跳下车推车，您知道吗？不过您确实受伤了！”解张又说：“全军士兵都在注意我们车上的旗子和鼓声，以它们为指挥进退的信号。我们这辆车必须有人镇守，这场战斗才能取得胜利。您怎么能因为受了一点伤，就坏了国君的大事！我们身披甲胄，手持兵器，本来就抱着必死的决心。您的伤还不致死，请您一定要支撑下去！”解张说完便转身帮郤克敲鼓，他左手持缰绳，右手举着鼓槌敲鼓。战车随即失控，向齐军阵中冲去。晋军士兵见状大受鼓舞，随即全军跟着郤克的战车冲锋。齐军力战不支，开始向后退却，晋军追着齐军在华不注山下跑了三圈。

### 顷公逃脱
交战前一晚，晋军司马韩厥梦到他的父亲子舆对他说：“明天作战时不要站在战车的左右。”于是第二天交战时，韩厥站在战车的中间驾车。齐军败逃时，韩厥驾车紧追齐顷公的战车，齐顷公张弓搭箭准备还击。邴夏对齐顷公说：“射那个驾车的人，他看上去是个君子。”齐顷公说：“既然是个君子那就不应射他，这是不合礼法的。”于是齐顷公连发两箭射死了韩厥的车左和车右，车左摔下车而车右倒在了战车中。正好晋将綦毋张所乘的战车损坏，请求上韩厥的车。韩厥停下车，俯身扶正车右的尸体并让綦毋张上车。趁韩厥停车的间隙，逢丑父和齐顷公交换了位置。
齐顷公的战车快要到达华泉时被树枝卡住不能动，逢丑父的手臂前几日被蛇咬伤不能推车。此时韩厥的战车追上，将逢丑父假扮的齐顷公俘获。韩厥确实是一位遵守礼法的君子，他下车向“齐顷公”行礼，又献上酒杯和玉璧以示尊敬，随后才将“齐顷公”控制起来。逢丑父借口口渴，请求让真正的齐顷公去华泉取水给他喝，韩厥应允。齐顷公趁机逃走，遇到齐国大夫郑周夫等人的战车，这才得以汇合大部队返回国都。韩厥将逢丑父献给郤克，郤克认出他不是顷公，大怒，想要处死逢丑父。逢丑父大喊：“从今以后怕是不会再有人替自己的君王受难了，今天这里就有一个，难道你们还要杀掉他吗？”郤克说：“这个人不惜用自己的死换他的国君脱离险境，我杀了他不吉利，就赦免了他来勉励那些忠君爱国的人吧。”于是逢丑父被赦免。《公羊传》则记载逢丑父被处决。

## 战后
齐顷公战败后领军自徐关返回国都临淄，联军则从丘舆进入齐国境内，在马陉驻扎。齐顷公遣国佐为使向晋国乞和，献上宝物纪甗和玉磬，许诺割让土地。郤克不同意，要求齐国交出萧同叔子作为人质，并将齐国的田垄一律改为东西向。国佐据理力争，认为萧同叔子是齐顷公的母亲，齐国与晋国皆是侯国，所以萧同叔子也是晋景公的母亲，晋国要挟萧同叔子的行为是不孝；古代的圣王都是让人们根据地利开辟田地，现在晋国只注重自己的利益，将自己的意愿强加在他国身上，这样是不能当好诸侯盟主、以德行安抚天下的；如果晋国还是执意这么要求，齐国将集结剩下的军队抵抗到底。鲁、卫两国人害怕日后齐国报复，纷纷请求郤克不要过分胁迫齐国。郤克收下了齐顷公的礼物，只要求齐国归还侵占鲁国的汶阳之田。
前589年7月，晋军与齐国的国佐在爰娄正式结盟。又与鲁成公在上鄍会面，鲁成公赠送晋军各将领战车和车服，之后晋军返回国内。九月份，卫穆公去世，晋军将领顺路吊唁了卫穆公。晋军回国后，景公褒赏了郤克等将领，又派大夫巩朔去成周向周天子献上战利品和俘虏。周定王不予接见，只派单襄公辞谢道：“蛮夷戎狄不服王化，破坏天子的礼仪纲纪，天子命令讨伐他们，这才有进献俘虏的仪式；兄弟甥舅之国中若有叛逆，不遵从天子的命令，天子如下令讨伐他，则只要来报告一下，不需进献俘虏。如今叔父晋侯（周天子称同姓诸侯如晋、鲁为伯父、叔父，异姓诸侯如齐、秦为伯舅、舅氏）打了胜仗，不派上卿来报捷，只派一个大夫来。虽然天子喜欢巩朔这个人，但怎么背弃典章，让晋侯也背上失礼的罪名呢？况且齐侯是甥舅之国，更是开国功臣姜太公的后代，叔父您攻打齐国，是齐侯放纵私欲激怒了叔父，还是齐国犯下了难以纠正的大错？”巩朔听后无言以对，周定王只以大夫之礼而非上卿之礼接待了巩朔。
晋伐齐时，鲁、卫两国皆背离楚国而追随晋国，楚国令尹子重率领楚军，联合蔡、许国的军队救援齐国。楚军攻入卫国，又入侵鲁国。此时鞌之战已经结束，晋军已返回国内，晋国人不愿与楚国正面交锋。鲁、卫两国只能与楚国结盟讲和，鲁国献上工匠数百人，还派鲁成公的儿子公衡去楚国当人质。楚国在鲁国的蜀地与鲁、蔡、许、陈、秦、齐等国会盟，然后退兵。
前588年，晋国郤克领兵攻灭了赤狄廧咎如部，彻底消灭了残余的赤狄。同年十二月，晋景公僭越天子之礼，将原先的三军扩充为六军，提升韩厥、巩朔等人为卿以奖赏其功绩。齐顷公也在十二月亲自前往晋国朝拜，顷公想要进行授玉的仪式，郤克连忙出面劝阻：“您此行前来晋国，只因先前妇人的一声耻笑，让您受了这么大的屈辱，我们国君实在不敢受此大礼。”之后，晋景公摆下宴席招待齐顷公。席间齐顷公注视着韩厥，韩厥问：“您还认识韩厥吗？”顷公答：“服装换了。”韩厥于是登上台阶，举起酒杯说：“下臣在战场上不惜一死，就是为了今日两位国君能在这堂上宴饮啊！”

## 影响
邲之战之后，晋国国力一度衰弱。但在晋景公的励精图治下，晋国在辅氏之战中挫败秦军，又消灭赤狄，之后在鞌之战中重创齐国，晋国国势振。齐国被迫与晋国结盟，先前倒向楚国的卫国、鲁国、郑国等也逐渐重新依附晋国。鞌之战后，景公对内扶立同姓卿族、压制异姓卿族，发动下宫之难打压势力过盛的赵氏，对外采纳楚国叛臣申公巫臣的建议，通过教导东南吴国人乘战车作战的方式削弱楚国的实力。至晋景公去世时（前581年），晋国已有与楚国再次争霸的实力。
鞌之战一败，齐国国力受损严重。齐顷公开始变得低调，不再对邻国用兵。顷公采取一系列措施，如开放御用园林、轻徭薄赋、照顾孤寡残疾，逐渐稳定了齐国民心。此后，齐国在外交上一直与晋国同进退，直到其子齐灵公即位后才开始重新尝试挑战晋国的霸权。

## 後世研究
宋代文学家曾巩的《登华山》中有“丑父遗忠无处问，空余一掬野泉甘”的诗句。